# Incident de frontière (film)
Ne doit pas être confondu avec Incident de frontière.
Pour plus de détails, voir Fiche technique et Distribution.
Incident de frontière (titre original : Border Incident) est un film américain réalisé par Anthony Mann, sorti en 1949.

## Synopsis
Un gang délivre de faux permis à des travailleurs mexicains afin de leur faire passer la frontière entre les États-Unis et le Mexique et de s'embaucher chez des fermiers. Un agent fédéral mexicain, Pablo Rodriguez, se mêle à la main-d'œuvre, alors qu'un de ses collègues américain, Jack Bearnes, doit lui prêter main-forte, une fois la frontière franchie. Mais, bien vite, les deux hommes se trouvent confrontés au puissant éleveur, Owen Parkson, qui est en fait le véritable chef de la bande...

## Fiche technique
- Titre original : Border Incident[1]
- Titre français : Incident de frontière
- Réalisation : Anthony Mann
- Scénario : John C. Higgins, d'après une histoire de John C. Higgins et George Zuckerman
- Direction artistique : Cedric Gibbons, Hans Peters
- Décors : Edwin B. Willis, assisté de Ralph S. Hurst
- Photographie : John Alton
- Musique : Robert Franklyn et Miklós Rózsa
- Direction musicale : André Prévin
- Montage : Conrad A. Nervig
- Production : Nicholas Nayfack
- Société de production : Metro-Goldwyn-Mayer
- Société de distribution : Loew's Inc.
- Pays de production :  États-Unis
- Langue originale : anglais, espagnol
- Format : noir et blanc — 35 mm — 1,37:1 —  son Mono (Western Electric Sound System)
- Genre : Film noir
- Durée : 94 minutes
- Dates de sortie : 
  - États-Unis : 28 octobre 1949
  - France : 28 février 1951

## Distribution
- Ricardo Montalban : Pablo Rodriguez
- George Murphy : Jack Bearnes
- Howard Da Silva : Owen Parkson
- James Mitchell : Juan Garcia
- Arnold Moss : Zopilote
- Alfonso Bedoya : Cuchillo
- Teresa Celli : Maria
- Charles McGraw : Jeff Amboy
- José Torvay : Pocoloco
- John Ridgely : Mr. Neley
- Arthur Hunnicutt : Clayton Nordell
- Sig Ruman : Hugo Wolfgang Ulrich
- Otto Waldis : Fritz
- Jack Lambert : Chuck